# جوزيف دبليو. كريغ
جوزيف دبليو. كريغ (بالإنجليزية: Joseph W. Greig)‏ هو عالم الكيمياء الفيزيائية ‏ أمريكي، ولد في 1895، وتوفي في 1977.